# Federación Rusa de Orientación
La 'Federación Rusa de Orientación (en ruso: Федерация Спортивного Ориентирования, abreviado ФСО) es la principal organización nacional rusa de deporte de orientación. Es miembro de pleno derecho de la Federación Internacional de Orientación.